# Olympique de Casablanca
El Olympique de Casablanca fue un equipo de fútbol de Marruecos que jugó en la GNF 1, la primera división de fútbol del país, hasta su disolución en 1995.

## Historia
Fue fundado en el año 1904 en la ciudad de Casablanca con el nombre CRUSH Casablanca y cambió de nombre en varias ocasiones:
- 1904-80: CRUSH Casablanca
- 1980-91: CLAS Casablanca
- 1991-95: CO Casablanca

La década de los años 90 fue la mejor en la historia del club, logrando en título de la GNF 1 en la temporada 1993/94, así como tres títulos de la Copa del Trono y fue el máximo ganador de la Recopa Árabe, la cual ganó en tres ocasiones.

## Palmarés

### Títulos nacionales
- GNF 1: 1

1993/94
- Copa del Trono: 3

1983, 1990, 1992

### Títulos internacionales
- Recopa Árabe: 3

1991, 1992, 1993

## Participación en competiciones de la CAF
| Temporada | Torneo          | Ronda | Club       | Casa | Visita | Global |
| --------- | --------------- | ----- | ---------- | ---- | ------ | ------ |
| 1984      | Recopa Africana | 1     | Al-Ahly SC | 0-2  | 1-3    | 1-5    |

## Jugadores

### Jugadores destacados
- Fouad Bourida
- Abdelmajid Dolmy

## Entrenadores

### Entrenadores destacados
- Ilie Balaci (1992-94)